# Нимская телега
«Ни́мская теле́га» — поэма из цикла о Гильоме Оранжском. Сохранилась в восьми рукописях, написана десятисложным ассонансированным стихом; насчитывает чуть менее 1500 строк.

## Содержание
Вернувшись с охоты, Гильом узнаёт, что король Людовик обделил его при раздаче фьефов. Гильом напоминает неблагодарному монарху о своих заслугах (как о них рассказано в «Короновании Людовика»), и тот, после предложения самого Гильома, дарует ему право завоевать город Ним, принадлежащий сарацинам.
Гильом овладевает Нимом, воспользовавшись хитростью: он посадил в обозные бочки своих воинов и беспрепятственно вошёл в город под видом купца, который привёз всевозможные товары.
Какая-либо историческая основа у поэмы отсутствует, хотя Ним трижды отвоёвывался у арабов (в 721, 737 и 752 годах).

## Издания
- Guillaume d’Orange. Chansons de geste des XIe et XIIe siècles, publiées pour la première fois par W.A.J.Jonckbloet. La Haye, 1854.- T. I, p. 73—111.
- Le Charroi de Nimes, chanson de geste du XIIe siècle, éditée par J.-L.Perrier. Paris, 1931 (CFMA, № 66).
- Das altfranzösische Epos vom Charroi de Nimes, Handschrift D, mit sprachwissenschaftlichen Kommentar und Glossar, herausgegeben von E.Lange-Kowal. Berlin, 1934.
- Le Charroi de Nimes. Chanson de geste. G. de Poerck: Concordances. R. Van Deyck: Textes et Variantes. R.Zwaenepoel: Traitement automatique. Saint Aquilin de Расу, 1970, 2 vol.
- Le Charroi de Nimes. Chanson de geste du XIIe siècle, éditée d’après la rédaction AB avec introduction, notes et glossaire par D. McMillan. Paris, 1972. (Второе изд.— Paris, 1978)

- русский перевод Ю. Б. Корнеева вышел в 1976; переиздан в 1985.